# Guire Poulard
Pour les articles homonymes, voir Poulard.
Guire Poulard, né le 6 janvier 1942 à Petit-Goâve (village de Délatte) à Haïti et mort le 9 décembre 2018 à Port-au-Prince (Haïti), est un évêque catholique haïtien. Il a été successivement évêque de Jacmel, puis des Cayes et enfin archevêque de Port-au-Prince.

## Biographie
Guire Poulard est ordonné prêtre le 25 juin 1972 pour l'archidiocèse de Port-au-Prince. 
Le 25 février 1988 le pape Jean-Paul II le nomme évêque de Jacmel. Il est consacré le 15 mai suivant par Paolo Romeo alors nonce apostolique en Haïti. Le 9 mars 2009, il est transféré au siège épiscopal des Cayes.
Il est nommé archevêque de Port-au-Prince le 12 janvier 2011, jour anniversaire du séisme qui a ravagé la capitale haïtienne et tué son prédécesseur Joseph Miot. Il conserve cette charge jusqu'au 7 octobre 2017 lorsque le pape François accepte sa démission pour limite d'âge.
Il meurt d'un cancer du pancréas le 9 décembre 2018,.